# Лаура Лепісто
Лаура Ле́пісто (фін. Laura Lepistö; *25 квітня 1988, Еспоо, Фінляндія) — фінська фігуристка, що виступає у жіночому одиночному фігурному катанні. Переможиця Чемпіонату Європи з фігурного катання 2009 року, срібний призер Чемпіонату Європи з фігурного катання 2010 року, бронзовий призер Чемпіонату Європи з фігурного катання 2008 року, чемпіон Національної першості з фігурного катання Фінляндії (2008, 2010), учасниця інших престижних змагань.
Лаура стала першою представницею Фінляндії, що перемогла на Європейській першості з фігурного катання в одиночному розряді — загалом це друга золота медаль фінських спортсменів на цих змаганнях (після золота у танцях на льоду на Чемпіонаті Європи з фігурного катання 1995 року пари Сусанна Рахкамо/Петрі Кокко).

## Кар'єра

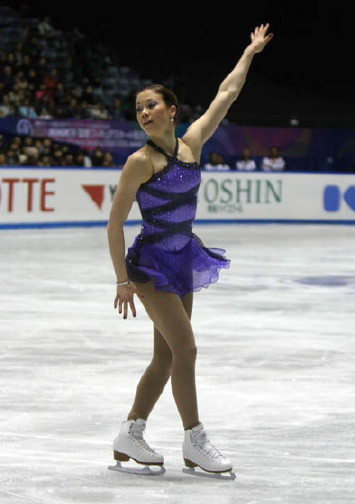
Лаура Лепісто на турнірі «NHK Trophy»-2008.

Лаура Лепісто почала займатись фігурним катанням у 4-річному віці. Живе і тренується в Еспоо — в групі місцевого фахівця Вірпі Хорттана (фін. Virpi Horttana).
У 2008 році Лаура вперше перемогла на Національній першості Фінляндії з фігурного катання, а також виборола бронзу Чемпіонату Європи з фігурного катання в Загребі. На дебютному для себе Чемпіонаті світу з фігурного катання 2008 року відразу ж посіла доволі високе восьме місце.
У грудні 2008 року на Чемпіонаті Фінляндії з фігурного катання 2009 року стала срабним призером, поступившись «золотій» Кіірі Корпі.
В січні 2009 року на Чемпіонаті Європи з фігурного катання 2009 року в Гельсінкі виграла коротку програму, і, хоча поступилась у довільній італійці Кароліні Костнер, за загальною сумою балів перемогла, ставши першою фінською фігуристкою-одиночницею, яка виграла Європейську першість з фігурного катання. На головному старті сезону 2008/2009 — Чемпіонаті світу з фігурного катання 2009 року в Лос-Анджелесі посіла найвище для неї дотепер 6-е місце, здобувши разом з Сюзанною Пойкьйо (13-е місце) на цьому турнірі 2 олімпійські ліцензії для фінських фігуристок-одиночниць для участі на XXI Зимовій Олімпіаді (Ванкувер, 2010). 
Окрім фігурного катання Лаура захоплюється музикою і катанием на сноуборді.

## Спортивні досягнення
| Змагання/Сезони                                    | 2002/2003 | 2003/2004 | 2004/2005 | 2005/2006 | 2006/2007 | 2007/2008 | 2008/2009 | 2009/2010 |
| -------------------------------------------------- | --------- | --------- | --------- | --------- | --------- | --------- | --------- | --------- |
| Зимові Олімпійські ігри                            |           |           |           |           |           |           |           |           |
| Чемпіонати світу з фігурного катання               |           |           |           |           |           | 8         | 6         |           |
| Чемпіонати Європи з фігурного катання              |           |           |           |           |           | 3         | 1         | 2         |
| Чемпіонати світу з фігурного катання серед юніорів |           |           |           | 9         | 7         |           |           |           |
| Чемпіонати Фінляндії з фігурного катання           |           |           | 1J.       | 4         | 2         | 1         | 2         | 1         |
| Чемпіонати Північних країн з фігурного катання     |           | 3J.       | 2J.       | 2J.       | 2         |           |           |           |
| Етапи серії Гран-Прі: «Cup of China»               |           |           |           |           |           |           | 3         |           |
| Етапи серії Гран-Прі: «NHK Trophy»                 |           |           |           |           |           | 5         | 5         | 5         |
| Етапи серії Гран-Прі: «Skate Canada International» |           |           |           |           |           | 7         |           | 3         |
| Турніри «Finlandia Trophy»                         |           |           |           |           |           | 4         | 2         | 2         |
| Турніри «Nebelhorn Trophy»                         |           |           |           |           |           | 3         | 2         |           |

- J = юніорський рівень

## Виноски
1. ↑  правильна вимова прізвища, яка б враховувала прочитання фінського ö — Лепістьо
2. ↑  також у цій групі юна і талановита Енні Вяхямаа
3. ↑  ISU [Архівовано 30 червня 2009 у Wayback Machine.](англ.)